# Fonction bêta de Dirichlet
Ne pas confondre avec la fonction bêta à deux variables.

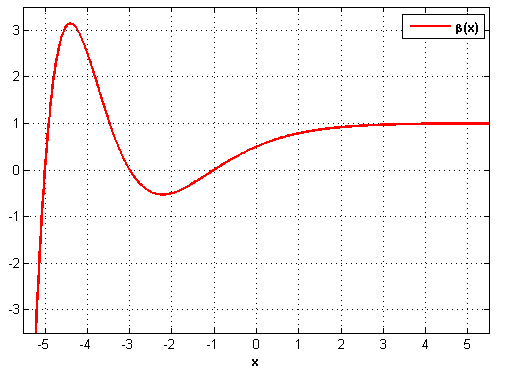
Graphique de la fonction bêta de Drichlet

En mathématiques, la fonction β de Dirichlet, aussi appelée fonction ζ de Catalan, est un des exemples les plus simples de fonction L, après la fonction zêta de Riemann. C'est la fonction L de Dirichlet associée au caractère de Dirichlet alterné de période 4.
Elle est définie, pour tout complexe s de partie réelle strictement positive, par la série :
{\displaystyle \beta (s)=\sum _{n=0}^{\infty }{\frac {(-1)^{n}}{(2n+1)^{s}}}},
ou par l'intégrale
{\displaystyle \beta (s)={\frac {1}{\Gamma (s)}}\int _{0}^{\infty }{\frac {x^{s-1}\mathrm {e} ^{x}}{\mathrm {e} ^{2x}+1}}\,dx}.
On peut aussi définir la fonction bêta de Dirichlet à partir de la fonction zêta de Hurwitz, définition qui est valable pour tout nombre complexe :
{\displaystyle \beta (s)=4^{-s}\left(\zeta (s,1/4)-\zeta (s,3/4)\right)}.
Ou par une autre définition équivalente, du point de vue de la fonction transcendante de Lerch :
{\displaystyle \beta (s)=2^{-s}\Phi \left(-1,s,{\frac {1}{2}}\right)},
qui est aussi valable pour tout nombre complexe.
Cette fonction se prolonge en une fonction méromorphe sur le plan complexe.

## Équation fonctionnelle
L'équation fonctionnelle suivante permet d'étendre la fonction β à la partie gauche du plan complexe Re(s) < 1.
{\displaystyle \beta (s)=\left({\frac {\pi }{2}}\right)^{s-1}\Gamma (1-s)\cos \left({\frac {\pi s}{2}}\right)\,\beta (1-s)}
où Γ est la fonction gamma d'Euler.

## Valeurs spéciales
On peut noter les valeurs particulières suivantes :
- {\displaystyle \beta (0)={\frac {1}{2}}} (voir série de Grandi {\displaystyle 1-1+1-1\cdots })
- {\displaystyle \beta (1)={\frac {\pi }{4}}} (série de Leibniz)[1],
- {\displaystyle \beta (2)=K}, où {\displaystyle K} la constante de Catalan,
- {\displaystyle \beta (3)={\frac {\pi ^{3}}{32}}}, voir la suite A153071 de l'OEIS,
- {\displaystyle \beta (4)={\frac {\psi _{3}\left(1/4\right)-8\pi ^{4}}{768}}}, où {\displaystyle \psi _{3}} est la fonction polygamma d'indice 3, voir la suite A175572 de l'OEIS,
- {\displaystyle \beta (5)={\frac {5\pi ^{5}}{1536}}}, voir la suite A175571 de l'OEIS,
- {\displaystyle \beta (7)={\frac {61\pi ^{7}}{184320}}}.

Plus généralement, les valeurs prises par la fonction β aux entiers positifs impairs sont des multiples rationnels de puissances de π :
- {\displaystyle \beta (2k+1)={\frac {E_{k}}{2(2k)!}}\left({\frac {\pi }{2}}\right)^{2k+1}},
où les {\displaystyle E_{k}} sont des nombres d'Euler.
Voir une démonstration dans l'article sur les permutations alternées.

Les valeurs de β aux entiers négatifs pairs sont aussi données par les nombres d'Euler :
{\displaystyle \beta (-2k)={{E_{k}} \over 2}}, {\displaystyle \beta (-2k-1)=0}[à vérifier].
Par contre, on ne connaît pas grand chose sur les valeurs aux entiers positifs pairs.
On a également :
{\displaystyle \forall n\in \mathbb {N} ,\beta (n)=\operatorname {Ti} _{n}(1)}
où Tin désigne la fonction arc tangente intégral d'ordre n.
De plus, par une intégrale de Malmsten, on peut montrer que:
{\displaystyle \beta '(1)=\sum _{n=1}^{\infty }(-1)^{n+1}{\frac {\ln(2n+1)}{2n+1}}\,=\,{\frac {\pi }{4}}\left(\gamma -\ln \pi \right)+\pi \ln \Gamma \left({\frac {3}{4}}\right)}